# Барон, Ханс
Ханс Барон (нем. Hans Baron; 22 июня 1900, Берлин — 26 ноября 1988, Эрбана, Иллинойс) — немецко-американский историк, ренессансовед. Доктор философии (1922), профессор, заслуженный исследовательский феллоу-эмерит библиотеки Ньюберри. Автор влиятельной The Crisis of the Early Italian Renaissance (1955). Вместе с Паулем Оскаром Кристеллером они называются двумя самыми выдающимися исследователями гуманизма эпохи Возрождения двадцатого века. Лауреат Premio Galilei (1965).
Имел брата. Образование получил в Берлинском и Лейпцигском университетах в 1918-1922 годах, в первом получил степень доктора философии по истории в 1922 году. Ученик Walter Goetz. В 1925—1927 годах проводил исследования в библиотеках Флоренции и Рима, а в 1937—1938 годах — в Британском музее. В Великобритании в Лондоне он провел два года до эмиграции в Соединенные Штаты. В 1928—1933 годах исследовательский ассоциат исторической комиссии Мюнхенской АН. В 1929-1933 годах лектор по средневековой и современной истории Берлинского университета. Будучи еврейского происхождения, с приходом к власти нацистов в 1933 году эмигрировал из Германии. С 1939 года в Куинз-колледже в Нью-Йорке. Оказал особенно важную роль на становление Марвина Беккера.
Автор пяти книг и 50 статей.
Автор Crisis of the Early Italian Renaissance (1966) — впервые вышедшей как двухтомник в 1955 году {Рец.: , }. Продолжением и дополнением к предыдущей стала также выпущенная Princeton University Press, в 1988 году, In Search of Florentine Civic Humanism, Volume 1: Essays on the Transition from Medieval to Modern Thought. Также автор Petrarch’s «Secretum»: Its Making and Its Meaning (Medieval Academy of America, 1985) {Рец.}.
Был женат; вместе с женою покинули Германию после 1933 года, переехав сначала в Италию и Англию, а в 1938 году — в Соединенные Штаты; двое детей.

## Труды
- Calvin Staatsanschauung und das konfessionalle Zeitalter (Berlin; Munich: R. Oldenbourg, 1924).
- Leonardo Bruni Aretino. Humanistisch-philosophische Schriftten (Leipzig; Berlin: B.G. Teubner, 1928; 1969).
- The Crisis of the Early Italian Renaissance: civic humanism and republican liberty in an age of classicism and tyranny (Princeton: 1955; 1966).
- Humanistic and Political Literature in Florence and Venice at the beginning of the quattrocento; studies in criticism and chronology (Cambridge: Harvard Univ. Press, 1955; 1968).
- Fifteenth-century civilisation and the Renaissance в New Cambridge Modern History[англ.], vol. 1 The Renaissance, 1493–1520 (Cambridge Univ. Press, 1957)
- From Petrarch to Bruni; studies in humanistic and political literature (Chicago: 1968).
- Petrarch’s Secretum: its making and its meaning (Cambridge, Mass.: Medieval Academy of America, 1985).
- In Search of Florentine Civic Humanism : essays on the transition from medieval to modern thought, 2 vols. (Princeton: 1988).